# Лейк-Мері-Ронан (Монтана)
Лейк-Мері-Ронан (англ. Lake Mary Ronan) — переписна місцевість (CDP) в США, в окрузі Лейк штату Монтана. Населення — 53 особи (2020).

## Географія
Лейк-Мері-Ронан розташований за координатами 47°55′28″ пн. ш. 114°22′47″ зх. д. / 47.92444° пн. ш. 114.37972° зх. д. (47.924370, -114.379673).  За даними Бюро перепису населення США в 2010 році переписна місцевість мала площу 2,72 км², з яких 2,72 км² — суходіл та 0,00 км² — водойми.

## Демографія
Згідно з переписом 2010 року, у переписній місцевості мешкало 65 осіб у 35 домогосподарствах у складі 22 родин. Густота населення становила 24 особи/км².  Було 168 помешкань (62/км²).
Расовий склад населення:
| - 95,4 % — білих |

До двох чи більше рас належало 4,6 %. Частка іспаномовних становила 0,0 % від усіх жителів.
За віковим діапазоном населення розподілялося таким чином: 7,7 % — особи молодші 18 років, 53,8 % — особи у віці 18—64 років, 38,5 % — особи у віці 65 років та старші. Медіана віку мешканця становила 60,8 року. На 100 осіб жіночої статі у переписній місцевості припадало 124,1 чоловіків;  на 100 жінок у віці від 18 років та старших — 114,3 чоловіків також старших 18 років.
За межею бідності перебувало 68,6 % осіб, у тому числі 100,0 % дітей у віці до 18 років та 0,0 % осіб у віці 65 років та старших.
Цивільне працевлаштоване населення становило 2 особи. Основні галузі зайнятості: освіта, охорона здоров'я та соціальна допомога — 100,0 %.